# Diego Lucero
Luis Alfredo Sciutto Moncalvo (14 de junio de 1901, Montevideo - 3 de junio de 1995, City Bell - La Plata) cuyo seudónimo era "Diego Lucero", fue un futbolista y periodista deportivo uruguayo del siglo XX, reconocido por ser el único que cubrió todos los Mundiales de Fútbol desde 1930 hasta 1994.

## Trayectoria profesional
Cronista deportivo y de política internacional del diario Clarín (1945-72). Fundó la radio Sport de Montevideo en 1930. Fue el único periodista deportivo en ver todos los mundiales de fútbol desde 1930 hasta 1994, por lo que dio diferentes conferencias en Uruguay, Paraguay, Chile, México, Brasil, Ecuador, España y Argentina. 
En algunas oportunidades utilizó también el seudónimo "Wing" para escribir sus crónicas algunas deportivas y otras de su pasaje por Europa durante la 1era Guerra Mundial, antes de adoptar definitivamente el seudónimo Diego Lucero.
Entre sus libros se destacan "Déjala Juan, anécdotas deportivas" (1932) y "Siento ruido en la pelota, crónica de medio siglo" (1975), entre otros títulos.

## Homenajes y reconocimientos
Fue premiado por la Fundación Konex (1987), Fundación Roberto Noble (1979) y por la FIFA (1984, 1986 y 1993). Especialmente, en 1987 fue incluido en la Orden del Mérito de FIFA.  En 1994 ganó el Premio Lobo de Mar, en Mar del Plata. Ese mismo año recibió una mención especial en la Confederación Sudamericana de Fútbol en Paraguay. La Escuela de Periodistas Deportivos de La Plata lleva el nombre Diego Lucero en su honor. Como futbolista, fue jugador del Club Nacional entre los años 1925 y 1926.
Asimismo, Diego Lucero fue incorporado a la "Academia Porteña del Lunfardo" el 31 de julio de 1970.